# COPEI
COPEI, ufficialmente Comité de Organización Política Electoral Independiente (dallo spagnolo: Comitato di Organizzazione Politica Elettorale Indipendente), noto anche col nome di Partido Socialcristiano, è un partito politico venezuelano di tendenza centrista.
Il COPEI è erede di "Azione nazionale" e dell'"Unione nazionale degli studenti", movimenti politici moderatamente conservatori. Il COPEI nasce ufficialmente nel 1946 e si diffonde facilmente, grazie al sostegno dei movimenti cattolici, soprattutto nelle regioni andine: Táchira, Mérida e Trujillo. Fondatore del COPEI è Rafael Caldera Rodriguez.
Il COPEI ha di fatto preso parte a moltissimi governi venezuelani, in alleanza con Azione Democratica (AD), almeno fino al 1993. lo stesso Caldera Rodriguez fu presidente della Repubblica tra il 1969 ed il 1974.
Dal 1993, il partito ha iniziato un periodo di profonde divisioni interne. Infatti, Oswaldo Álvarez Paz, candidato presidente nel '93, abbandonerà il partito per fondare  "Azione popolare", un movimento cristiano-democratico; lo stesso fondatore Rafael Caldera Rodriguez, sempre nel '93, darà vita a  "Convergenza nazionale"; Henrique Salas-Römer, governatore del Carabobo, lascerà il partito nel 1998 per fondare  "Progetto Venezuela".
Alle presidenziali del 1993, del resto, vinse Caldera Rodriguez, con il 30% dei voti, grazie all'appoggio di movimenti che in passato lo avevano avversato, quali il Partito Comunista del Venezuela, il Movimento al socialismo, il Movimento elettorale del popolo. Nel 1999 sarà eletto presidente Hugo Chávez, che sarà accusato dal COPEI e dall'AD di guidare il Venezuela in modo semi-dittatoriale. Alle elezioni del 2000 il COPEI ottenne appena il 5,2% dei voti e 6 seggi. Il COPEI, l'AD e Primero Justicia decisero, infatti, di non prendere parte alle elezioni politiche del 2005 per protestare contro la presidenza Chávez.

## Ideologia
Il COPEI all'inizio della sua azione politica era classificabile come un partito conservatore, anche se attento alle questioni sociali. Col passare del tempo, soprattutto negli anni' 60, e vista anche la condivisione del potere con i socialdemocratici di AD, il COPEI si andò trasformando in un partito centrista con attenzione verso le tesi keynesiane in campo economico. Dopo le continue scissioni dagli anni '90 in poi, il partito ha riscoperto, con l'elezione a segretario di Cesar Pérez Vivas, la sua matrice culturale di centro-destra e si è andato ad avvicinarsi a partiti quali la CDU tedesca o il PP spagnolo.